# پیتر پیلو

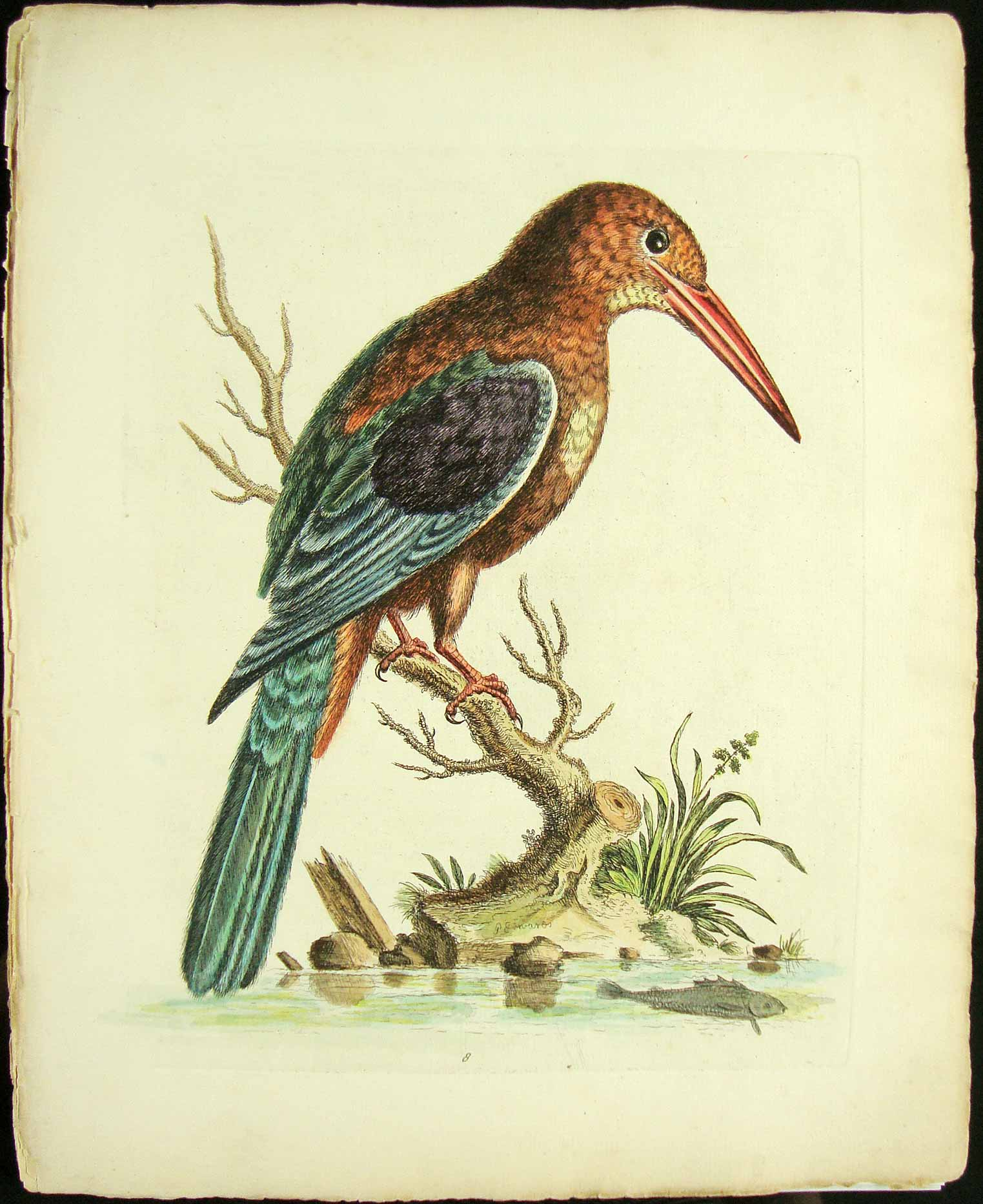
نقاشی ماهی‌خورک گلوسفید توسط پیتر پیلو. این نقاشی در کتاب تاریخچه طبیعی پرندگان نوشته جرج ادواردز چاپ شده است، بین سال ۱۷۴۰ تا ۱۷۵۰

پیتر پیلو (به انگلیسی: Peter Paillou)،(زاده حدود ۱۷۲۰ - درگذشته حدود ۱۷۹۰) هنرمند بریتانیایی است که بیشتر به خاطر نقاشی‌هایش از پرندگان شناخته شده‌است. بیشتر نقاشی‌های او به عنوان تصاویر کتاب‌ها مورد استفاده قرار گرفتند.

## زندگی و حرفه

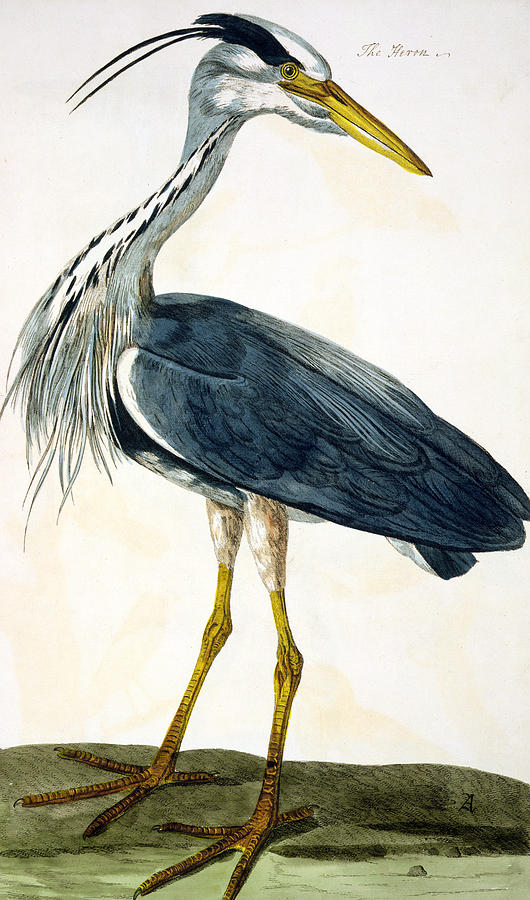

از زندگی او اطلاعات کمی در دسترس است اما اعتقاد بر این است که در اوایل قرن هیجدهم از فرانسه به انگلستان آمد. در ۱۷۴۵ به خاطر نقاشی یک قرقاول طلایی به او مزد داده شد. به استخدام توماس پنانت درآمد تا از پرندگان نقاشی کند، که پیتر مازل برای استفاده در کتاب‌های پنانت بسیاری از آن‌ها را گراور کرد. او برای توماس پنانت نقاشی‌هایی را از آب وهوای گوناگون کشید، احتمالاً برای کشیدن آن‌ها مزد گرفت، و تعدادی از این نقاشی‌ها در مجموعه پنانت در کتابخانه ملی ولز هستند.

## خانواده
پسر او هم که پیتر پیلو (۱۷۵۷–۱۸۳۱) نام داشت، نقاش پرتره از جمله مینیاتور بود. قبل از اینکه برای مدتی به گلاسکو برود بیست سال در لندن کار کرد. در گلاسکو هشت گینی برای یک مینیاتور و ده گینی برای یک نقاشی رنگ روغن دریافت کرد.